# 対照言語学
対照言語学（たいしょうげんごがく、英: contrastive linguistics、仏: linguistique contrastive、独: kontrastive Linguistik）は、言語と他の言語を比較する言語学の一分野である。

## 概要
対照言語学は、言語と他の言語を比較する言語学の一分野であり、目標の言語を基本の言語と対照すること、すなわち対照分析(contrastive analysis)によってその目標言語(target language)の特徴を捉えようとする学問分野である。
また、比較言語学で比較対比されるのは、語根を中心とする語彙における音韻や形態素であるのに対し、対照言語学が好んで扱うのは語形成を含む文法であり、音韻や語彙体系を扱うことは比較的少ない。

## 関連人物
- 青木三郎 - 日仏語対照言語学
- 坪本篤朗 - 日英語対照言語学
- 福森雅史